# Meiereisee und Kriegbuschwiesen
Das Naturschutzgebiet Meiereisee und Kriegbuschwiesen ist ein 117,23 Hektar großes Naturschutz- und FFH-Gebiet auf der Gemarkung der Gemeinde Krausnick-Groß Wasserburg im Landkreis Dahme-Spreewald in Brandenburg.

## Lage und Beschreibung
Das Naturschutzgebiet teilt sich auf vier Flächen auf, die im südlichen Bereich der Gemarkung liegen. Drei der vier Gebiete liegen rund einen Kilometer südlich des Ortsteils Krausnick in der Nähe des Wohnplatzes Forsthaus Meierei, während das vierte Gebiet mit den Kriegbuschwiesen rund zwei Kilometer weiter südlich von Krausnick liegt. Der größte Teil des nördlichen Gebiets wird vom Meiereisee eingenommen. Das nährstoffreiche, dystrophe Gewässer befindet sich in der Verlandung mit einem Übergangsmoor. Südwestlich liegt ein mesotroph-saures Kesselmoor des Lichtesees; östlich schließen sich mehrere Binnendünen mit offenen Grasflächen an, die mit Kiefern bewachsen sind. Das vierte Gebiet gehörte zu den ehemaligen Überflutungsgebieten der Spreearme. Hier befinden sich sowohl magere Flachland-Mähwiesen und wechselfeuchtes, seggenreiches Auenland wie auch Sandtrockenrasen. Die übrigen Flächen sind mit Stieleichen oder Hainbuchen bewachsen.

## Flora und Fauna
Im Gebiet stehen insbesondere der Sumpfporst, die Faden-Binse und die Echte Brunnenkresse unter Schutz. Zur besonders schützenswerten Fauna gehören der Moorfrosch, der Kleine Wasserfrosch, die Zauneidechse, die Schlingnatter, der Fischotter, der Kranich sowie der Seeadler. Ebenfalls schützenswert ist die Mopsfledermaus, während der Status der Bechsteinfledermaus bislang unbekannt ist. Gleiches gilt für die bislang im Gebiet noch nicht nachgewiesene Teichfledermaus.

## Ziele und Maßnahmen
Innerhalb des FFH-Gebiets sollen, so ein Maßnahmenbericht „sofern möglich und sinnvoll“ die vorhandenen Nadelholzforste in Laub-Nadel-Mischwälder umgewandelt werden, um insbesondere den Fledermäusen bessere Lebensvoraussetzungen zu bieten. Geplant ist auch, das Schalenwild zu verringern, um Schäden an den Bäumen einzudämmen. Durch eine Anhebung des Wasserspiegels sollen die Niedermoorböden gesichert werden. Die ebenfalls vorhandenen mageren Flachland-Mähwiesen sind von dieser Maßnahme nicht betroffen, da sie in höhergelegenen Bereichen des Naturschutzgebietes liegen.